# Введенская церковь (Санкт-Петербург)
Церковь Введения во храм Пресвятой Богородицы (Введенская церковь) — утраченный православный храм в Санкт-Петербурге. Был расположен на углу Введенской и Большой Пушкарской улиц. Разрушен коммунистами в 1932 году.

## История
В начале XVIII века поблизости от этого места были расквартированы Ямбургский и Копорский полки. Здесь же находилась Ильинская часовня. В 1732 году на месте часовни был открыт полковой деревянный храм Введения во Храм Пресвятой Богородицы, к которому к 1740 году пристроили Ильинский придел.
Поблизости от него в 1763—1766 годы был построен каменный храм Тихвинской Божией Матери.
В 1793—1810 годах на месте этих двух храмов по проекту архитектора Ивана Лейма (Лема) была сооружён каменный Введенский храм. Храм был построен в стиле классицизма. Его отличали Тихвинский и Ильинский приделы и деревянная колокольня. С 1838 года храм стал приходским.
В 1839—1840 годы архитектором Василием Морганом была построена каменная колокольня, две часовни, придел Митрофания Воронежского и придел Андрея Критского.
В Ильинский придел был перенесён иконостас из Ильинской часовни. Иконостас был создан в начале XVIII века в стиле барокко.
Серебряный престол для храма изготовил серебряных дел мастер Панкратьев Григорий (Егор) Григорьевич, он же ранее создал раку для преподобного Чухломского чудотворца.
В 1857 году в храме появилось отопление. В 1903 году он был расписан Павлом Вечтомовым.
В 1920-е годы церковь принадлежала обновленцам. Храм был закрыт и снесён в 1932 году, а на его месте разбит Пушкарский сад (неофициально — Введенский сквер).
По имени храма получила своё название Введенская улица.
К храму относился доходный дом (Введенская улица, 9), построенный в 1912—1913 годы Андреем Аплаксиным.
Место, где стояла церковь (фундамент), отнесено КГИОПом к выявленным объектам культурного наследия народов России.